# Hirono (Fukushima)
Hirono (広野町?) è una cittadina giapponese della prefettura di Fukushima.